# Pezé-le-Robert
Pezé-le-Robert is een gemeente in het Franse departement Sarthe (regio Pays de la Loire) en telt 336 inwoners (1999). De plaats maakt deel uit van het arrondissement Mamers.

## Geografie
De oppervlakte van Pezé-le-Robert bedraagt 16,6 km², de bevolkingsdichtheid is 20,2 inwoners per km².
De onderstaande kaart toont de ligging van Pezé-le-Robert met de belangrijkste infrastructuur en aangrenzende gemeenten.

## Demografie
Onderstaande figuur toont het verloop van het inwonertal (bron: INSEE-tellingen).
1. ↑  Populations de référence 2022.